# Leandro Barrios
Leandro Barrios Rita dos Martires noto come Leandrinho Barros o solamente Leandrinho (Cotia, 6 giugno 1986) è un ex calciatore brasiliano, di ruolo attaccante.

## Carriera
L'attaccante brasiliano Leandro Barrios, fa ritorno all'Herediano nel febbraio 2009, squadra con la quale ha segnato 14 gol in 35 partite durante la stagione 2006-2007.
Leandrinho lasciò i florenses nel luglio 2007, per giocare col club Zulte Waregem, in Belgio, dove non ebbe un buon rendimento. In seguito fa ritorno all'Herediano, poi gioca Portogallo, Iran, Arabia Saudita, Guatemala, Messico e Turchia, dove nel 2015 sfiora il titolo di capocannoniere mettendo a segno 17 reti nella seconda divisione turca.

## Palmarès

### Club

#### Competizioni nazionali
- Campionato costaricano: 2

Alajuelense: Invierno 2010-2011, Verano 2010-2011